# Gray
Gray (symbol Gy) er SI-enheden for absorberet stråledosis.

## Definition
1 gray er defineret som 1 joule absorberet energi i 1 kg stof:
{\displaystyle 1\ \mathrm {Gy} =1\ {\frac {\mathrm {J} }{\mathrm {kg} }}}

## Omregning
1 gray svarer til 100 rad.